# آزادسازی بازار در اقتصاد هند
آزادسازی اقتصادی در هند اشاره به آن آزادسازی اقتصادی دارد که در سال ۱۹۹۱آغاز شده و هدف آن سوق دادن اقتصاد به سمت خدمات گرایی، بازار گرایی بیشتر و گسترش نقش سرمایه‌گذاری‌های خصوصی و خارجی بوده‌است. تغییرات اعمال شده در این راستا شامل کاهش تعرفه واردات، کاهش نظارت دولت بر بازار، کاهش مالیات و سرمایه‌گذاری‌های خارجی گسترده‌تر بوده‌است. طرفداران آزادسازی اقتصادی در هند مدعی هستند، این آزادسازی، رشد اقتصادی این کشور را در دهه‌های ۱۹۹۰ و ۲۰۰۰ به همراه داشته‌است. این در حالی است که مخالفان این روند، آزادسازی را مسئول گسترش فقر، نابرابری و تنزل اقتصادی می‌دانند. مسیر کلی آزادسازی اقتصادی در هند از ۱۹۹۲، صرف نظر از اینکه چه حزبی بر سر کار بوده‌است، تغییری نکرده‌است، اگرچه هیچ‌یک از احزاب هنوز راه حلی برای مسائل دشوار گوناگون از جمله قوانین آزادسازی بازار کار و کاهش یارانه‌های کشاورزی پیدا نکرده‌اند. بحث داغی که همچنان در هند وجود دارد این است که اصلاحات اقتصادی به چه شکل پایدار خواهند ماند.
به ائتلاف‌های دولتی هند توصیه شده‌است که آزادسازی بازار را ادامه دهند. تا قبل از سال ۲۰۱۵، هند رشد اقتصادی کندتری نسبت به چین که آزادسازی اقتصاد خود را از سال ۱۹۷۸ آغاز کرده‌است، داشته‌است. اما در سال ۲۰۱۵ هند، چین را از نظر نرخ رشد تولید ناخالص داخلی پشت سر گذاشت. بر اساس فصلنامه مک کینزی، با از بین رفتن موانع اصلی "اقتصاد هند آزاد خواهد شد و این آزادسازی منجر خواهد شد اقتصاد هند در مقایسه با چین با سرعت بیشتری رشد پیدا کند، با سرعت 10% در سال ".
با این وجود همواره بحث‌های زیادی در رابطه با آزادسازی به عنوان یک استراتژی رشد اقتصادی وجود داشته‌است. از سال ۱۹۹۲ نابرابری درآمدی در هند شدت پیدا کرده‌است، به نحوی که نرخ مصرف سرانهٔ قشر فقیر جامعه ثابت مانده در حالی که مصرف قشر ثروتمند جامعه رو به رشد بوده‌است. همزمان با کاهش تولید ناخالص داخلی به کمترین میزان خود در یک دهه در سال ۲۰۱۲، انتقادات زیادی متوجه اصلاحات اقتصادی شد. به نظر می‌رسید این اصلاحات نتوانسته بودند در زمینه رشد اشتغال، رشد ارزش تغذیه ای از نظر مصرف مواد غذایی حاوی کالری و همچنین صادرات، موفقیتی کسب کنند و در نتیجه منجر به بدتر شدن سطح کسری بودجه نسبت به دوره قبل از اصلاحات شده بودند. اما در سال مالی ۲۰۱۳–۱۴، رشد اقتصادی به ۶٫۹ درصد و پس از آن در سال مالی ۲۰۱۴–۱۵ به ۷٫۳٪ افزایش یافت. در ماه‌های ژانویه تا مارس سال ۲۰۱۵ این رقم به ۷٫۵٪ رسید ولی در ماه‌های آوریل تا ژوئن ۲۰۱۵ مجدداً به ۷٫۰٪ کاهش پیدا کرد.

## سیاست‌های قبل از آزادسازی اقتصادی
سیاست اقتصادی هند پس ازاستقلال تحت تأثیر تجربه استعمار و سوسیالیست فابیانیسم قرار داشت. سیاست‌ها به سمت حمایت‌گرایی پیش می‌رفت، و بر صنعتی سازی جایگزین واردات، مداخله گرایی حد اقلی دولت در کسب و کار به خصوص در بازارهای کاری و مالی، ایجاد یک بخش عمومی عظیم، تنظیم قوانین کسب وکار و اقتصاد دستوری تأکید داشت. برنامه‌های پنج ساله هند، شبیه اقتصاد دستوری دراتحاد جماهیر سوسیالیستی شوروی سابق بود. صنعت فولاد، معدن، قطعات اتومبیل، آب، ارتباطات از راه دور، بیمه و صنایع الکترونیک در کنار صنایع دیگر در نیمه دهه ۱۹۵۰ ملی شدند. بین سال‌های ۱۹۴۷ و ۱۹۹۰ داشتن مجوزهای دقیق، رعایت قوانین به همراه مجوز راج (Raj Licence) برای راه اندازی کسب و کار در هند الزامی بودند.

### تلاش‌های آزادسازی اقتصادی قبل از ۱۹۹۱
در سال‌های ۱۹۶۶ و ۱۹۸۵ تلاش‌هایی در جهت آزادسازی اقتصادی صورت گرفت. اولین تلاش در سال ۱۹۶۷ تغییر پیدا کرد. پس از آن یک نسخه قوی تر از سوسیالیسم به مورد پذیرش قرار گرفت. دومین تلاش جدی در سال ۱۹۸۵ توسط نخست‌وزیر راجیو گاندی صورت گرفت. این روند در سال ۱۹۸۷ متوقف شد، هر چند نسخه تغییریافته سال ۱۹۶۷ جایگزین نشد.
در دهه ۱۹۸۰، دولت به رهبری راجیو گاندی اصلاحات کمرنگی را آغاز کرد. دولت مقررات مجوز راج (Licence Raj) را کمی کاهش داد، و همچنین رشد ارتباطات از راه دور و صنایع نرم‌افزاری را ارتقا بخشید.
دولت چاندرا سینگ (۱۹۹۰–۱۹۹۱) گام‌های قابل توجهی را در جهت اصلاحات بیشتر که مورد نیاز بودند، برداشت و پایه و اساس آن اصلاحات را بنا نهاد.

### وضعیت حاکم در دهه ۱۹۸۰
- پایین بودن نرخ رشد سالانه اقتصاد هند قبل از سال ۱۹۸۰ که با رکود حدود ۳٫۵ درصد از ۱۹۵۰ تا سال ۱۹۸۰ مواجه بود، در حالی که درآمد سرانه به‌طور متوسط ۱٫۳ درصد بود.[۱۴] در همان زمان پاکستان با رشد ۵ درصد، اندونزی با رشد ۹ درصد، تایلند با ۹ درصد، کره جنوبی با ۱۰ درصد و تایوان با رشد ۱۲ درصد مواجه بودند.[۱۵]
- تنها چهار یا پنج مجوز برای فعالیت در بخش صنعت فولاد، برق و ارتباطات تعلق می‌گرفت. صاحبان مجوز امپراطوری‌های قدرتمند و بزرگی برای خود ساخته بودند.[۱۶]
- یک بخش خصوصی بزرگ پدید آمده بود. شرکت‌های دولتی ضرر و زیان زیادی به بار می‌آوردند.
- بخش‌های رسیدگی به مالیات بر درآمد و گمرک در بررسی فرارهای مالیاتی ناکارآمد بودند.
- سرمایه‌گذاری در بخش زیرساخت‌ها به دلیل انحصار بخش دولتی ضعیف بود.
- مجوز راج (Licence Raj) منجر به یک بروکراسی غیر مسئولانه و مداوم شده بود که هنوز هم در بسیاری از نقاط کشور وجود دارد.[۱۷] و تحت این سیستم فساد رونق گرفت.

نتایج آزادسازی در سال ۲۰۰۶ به اوج خود رسید، زمانی که هند بالاترین نرخ رشد تولید ناخالص داخلی که ۹٫۶ درصد بود را ثبت کرد. با این رقم هند بعد از چین دومین اقتصاد بزرگی شد که سریعترین رشد را در جهان داشتند. این نرخ رشد در نیمه اول سال ۲۰۱۲ کاهش قابل توجهی پیدا کرد. بر اساس گزارش سازمان همکاری و توسعه اقتصادی (OECD)، میانگین نرخ رشد ۷٫۵ درصد، دو برابر میانگین درآمد در یک دهه خواهد شد و اصلاحات بیشتری با سرعت پیش خواهند رفت. اقتصاد دوباره در سال ۲۰۱۴–۱۵ به رشد ۷٫۳ رسید.

## اولین اصلاحات (۱۹۹۱–۹۶)

### تا سال۱۹۹۱ هند هنوز هم یک سیستم بحران‌ها
تا سال۱۹۹۱ هند هنوز هم یک سیستم نرخ ارز ثابت داشت که در آن روپیه بر اساس ارزش سبدی از ارزهای عمده شرکای تجاری ثابت شده بود. هند به مشکل تراز پرداخت‌ها در سال ۱۹۸۵ برخورد کرد و در پایان سال ۱۹۹۰ دولت هند با یک بحران اقتصادی جدی مواجه شد. دولت در آستانه ورشکستگی بود. بانک مرکزی از در اختیار گذاشتن اعتبارات جدید امتناع کرده بود و ذخایر ارز خارجی به حدی کاهش پیدا کرده بود که هند به سختی می‌توانست ارزش واردات را در عرض سه هفته تأمین مالی کند. هند مجبور شد متعهد به پرداخت 20 تن طلا به بانک اتحادیه سوییس و 47 تن طلا به بانک انگلستان به عنوان بخشی از یک تفاهمنامه کمکی با صندوق بین‌المللی پول شد. بسیاری از اصلاحات اقتصادی به عنوان بخشی از کمک‌های صندوق بین‌المللی پول به هند تحمیل شد.

## آزادسازی ۱۹۹۱
در پاسخ، نخست‌وزیر Narasimha Rao همراه با وزیر دارایی مانموهان سینگ آزادسازی اقتصادی سال ۱۹۹۱ را آغاز کردند. اصلاحات جدید، مجوز راج را کنار گذاشت، تعرفه‌ها و نرخ بهره را کاهش داد و به بسیاری از انحصارات عمومی پایان داد، بطوریکه سرمایه‌گذاری مستقیم خارجی در بخش‌های بسیاری به‌طور اتوماتیک تأیید می‌شد. از آن زمان به بعد، هدف کلی آزادسازی تغییر نکرده‌است، با این وجود هیچ دولتی تلاش نکرده‌است تا لابی‌های قدرتمندی مانند اتحادیه‌های صنفی و کشاورزان را در مسائل حل نشدنی مانند اصلاح قوانین کار و کاهش یارانه‌های کشاورزی به کار گیرد. با آغاز قرن ۲۱، هند در حال پیشرفت به سمت یک اقتصاد بازار آزاد بود که با کاهش قابل توجه کنترل دولت بر روی اقتصاد و افزایش آزادسازی مالی همراه بود. این روند با افزایش امید به زندگی، افزایش نرخ سواد و امنیت غذایی همراه بوده‌است، اگر چه شهرنشین‌ها بیش از روستاییان از این مزایا بهره‌مند شدند.

## اصلاحات بعدی
- حزب بهاراتیا جاناتا– دولت آتال بیهاری واجپایی بسیاری را با ادامه اصلاحات متعجب کرد بود، زمانی که این حزب برای شش سال در راس امور هند بود. از ۱۹۹۸–۹۹ و از 1999-2004.[۲۷]
- ائتلاف دموکراتیک ملی به رهبری حزب BJP خصوصی‌سازی هتل‌ها، VSNL، Maruti Suzuki و فرودگاه‌ها را آغاز کرد و شروع به کاهش مالیات‌ها نمود، به‌طور کلی هدف سیاست‌های مالی کاهش کسری بودجه و بدهی‌ها و افزایش طرح‌های عمومی بود.
- دولت جبهه متحد بودجه ای را آزمایش کرد که اصلاحات را تشویق می‌کرد، اما بحران مالی ۱۹۹۷ آسیا و بی‌ثباتی سیاسی منجر به رکود اقتصادی شد.
- با پایان سال ۲۰۱۱، ائتلاف دولتیUPA-2 به رهبری حزب کنگره، ۵۱ درصد از سرمایه‌گذاری مستقیم خارجی را به بخش خرده فروشی اختصاص داد. اما با توجه به فشار احزاب ائتلافی رقیب و مخالفان، این تصمیم پیشرفت نکرد. اگرچه در دسامبر ۲۰۱۲ تصویب شد.[۲۸]
- در ماه‌های ابتدایی سال ۲۰۱۵، دولت NDA به رهبری حزب BJP و نخست‌وزیری نارندرا مودی به بخش بیمه، با اختصاص ۴۹٪ از سرمایه‌گذاری مستقیم خارجی فرصت بیشتری داد. این اقدام هفت سال بعد از تلاش دولت قبلی برای پیش بردن اصلاحات که شکست خورد، و ۱۶ سال پس از این که دولت NDA به رهبری حزب BJP این بخش را برای اولین بار به روی سرمایه‌گذاران باز کرد، صورت گرفت.[۲۹]
- دومین دولت NDA به رهبری حزب BJP نیز به صنعت زغال سنگ از طریق تصویب لایحه معادن زغال سنگ در سال ۲۰۱۵ (مقررات ویژه) فرصت بیشتری داد. دولت مذکور به‌طور مؤثر به انحصار دولت مرکزی هند بر استخراج زغال سنگ که از زمان ملی شدن آن در سال ۱۹۷۳ از طریق کنترل سوسیالیست‌ها وجود داشت، پایان داد. از آنجایی که شرکت‌های خارجی درهند صلاحیت پیشنهاد قیمت برای زغال سنگ و اخذ مجوز را داشتند، دولت مذکور مسیر را برای خصوصی‌سازی این بخش و سرمایه‌گذاری خارجی در این بخش هموار نمود. نتیجهٔ این کار، میلیاردها دلار سرمایه‌گذاری توسط معدن کاران داخلی و خارجی بود. این حرکت همین‌طور چشم‌اندازی از یک آینده بهتر را برای کارگران معادن به ارمغان خواهد آورد.[۳۰]
- در سال ۲۰۱۶، بخش بودجه پارلمان به رهبری دولت حزب BJP قانونی بنام کد ورشکستگی را تصویب کردند. این کد فرایندی را برای حل مشکل ورشکستگی شرکت‌ها و افراد ایجاد کرد که البته محدودیت زمانی هم داشت. این فرایندها ظرف مدت ۱۸۰ روز به اتمام می‌رسید. اگر مشکل ورشکستگی و پرداخت بدهی حل نمی‌شد، دارایی‌های وام گیرندگان ممکن بود جهت بازپرداخت وام یا بدهی‌های دیگر فروخته شود. این قانون از نظر کارشناسان به شدت فرایند کسب و کار را سهولت بخشید و بعد از قانون GST به عنوان دومین اصلاح مهم از سال ۱۹۹۱ به بعد در نظر گرفته شد.[۳۱]
- در اول ژوئیه 2017, دولت NDA به رهبری حزب بی جی پی و نارندرا مودی طرح مالیات خدمات و کالاها (هند) را شروع کرد. این طرح سال‌ها پس از تلاش‌های دولت قبلی مبنی بر ایجاد اصلاحات مشابه که شکست خورد و ۱۷ سال پس از اینکه [دولت واجپایی] که اولین دولت به رهبری حزب BJP بود این قانون را در سال ۲۰۰۰ پیشنهاد کرد، اجرایی شد. این طرح به عنوان بزرگترین اصلاح مالیاتی در طول ۷۰ سال پس از استقلال و مهم‌ترین اصلاح کلی از نظر تسهیل انجام کسب و کار از سال ۱۹۹۱ به بعد می‌باشد. GST جایگزین تعداد زیادی مالیات‌های غیرمستقیم با یک ساختار مالیاتی واحد شده‌است و در نتیجه به‌طور چشمگیری اقتصاد ۲٫۵ میلیارد دلاری هند را تغییر می‌دهد.[۳۲]

## تأثیرات اصلاحات

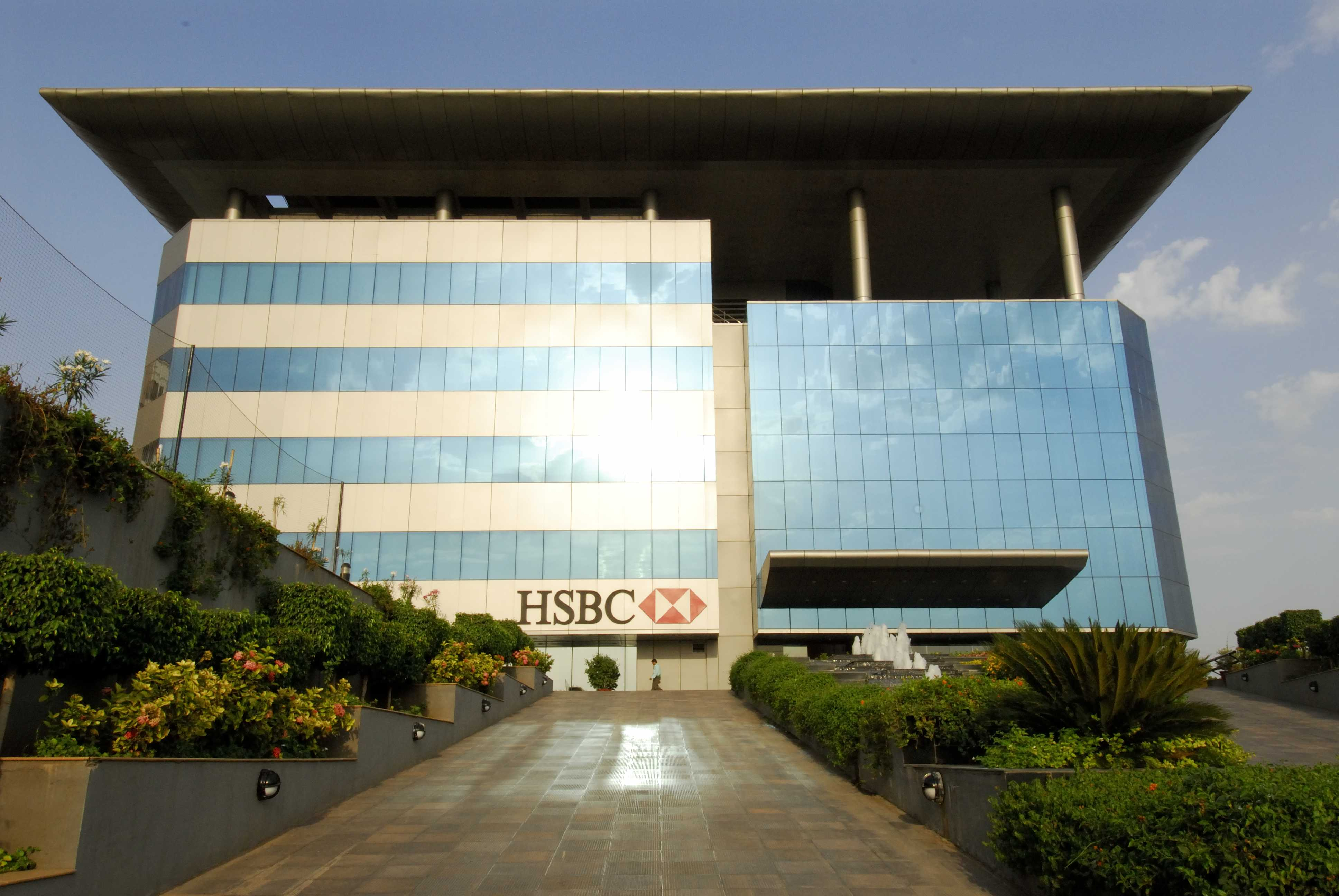
HSBC GLT پونا

تأثیر این اصلاحات ممکن است بر اساس این واقعیت سنجیده شود که کل سرمایه‌گذاری خارجی (از جمله سرمایه‌گذاری مستقیم خارجی، سرمایه‌گذاری پورتفولیو (portfolio) و سرمایه‌گذاری مطرح شده در بازارهای بین‌المللی سرمایه) در هند از یک مقدار ناچیز US$۱۳۲ میلیون در ۱۹۹۱–۹۲ دلار به ۵٫۳ میلیارد دلار در ۱۹۹۵–۹۶ رشد داشته‌است.
انتخاب واجپایی به عنوان نخست‌وزیر هند در سال ۱۹۹۸ و دستور کار او، خود یک تغییر مفید بود. نسخه او برای سرعت بخشیدن به پیشرفت اقتصادی شامل حل همه مشکلات برجسته با غرب (مربوط به جنگ سرد) و سپس بازکردن درهای کشور بر سرمایه‌گذاری مستقیم خارجی بود. ظرف مدت سه سال غرب قدرت هوشمند را از طریق IT و BPO در هند توسعه داد. تا سال ۲۰۰۴ تاجایی که شرایط اجازه می‌داد، غرب در هند سرمایه‌گذاری می‌کرد. با پایان رسیدن دوره نخست‌وزیری واجپایی، یک چارچوب برای سرمایه‌گذاری خارجی ایجاد شده بود. دولت جدید مانموهان سینگ در سال ۲۰۰۴ بیشتر به تقویت زیرساخت‌های مورد نیاز برای استقبال از سرمایه‌گذاری مستقیم خارجی پرداخت.
امروزه یکی از جذابیت‌های هند این است که این کشور به عنوان مقصدی برای سرمایه‌گذاری مستقیم خارجی شناخته می‌شود. مطالعه ای تی کارنی هند را در جایگاه دوم مقاصد سرمایه‌گذاری مستقیم خارجی در سال ۲۰۰۵ پس از چین قرار داده‌است. این مطالعه آمریکا را در جایگاه سوم قرار داد. این یک جهش بزرگ رو به جلو است. هند تنها چند سال قبل، رتبه پانزدهم را در این زمینه داشت. طبق مطالعهٔ ای تی کارنی «عملکرد قوی هند در زمینه تولید و مخابرات و شرکت‌های یوتیلیتی تا حد زیادی به خاطر تمایل آنها برای افزایش بهره‌وری سرمایه‌گذاری در بخش IT، تحقیق و توسعه و فعالیت‌های مدیریت دانش بوده‌است».

## چالش‌های پیش رو برای اصلاحات بیشتر
- در سال ۲۰۱۰ هند در میان ۱۷۹ کشور در شاخص آزادی اقتصادی رتبه ۱۲۴ را داشت که در مقایسه با سال‌های گذشته رشد خوبی به حساب می‌آمد.
رشد پایین بخش کشاورزی هند، بخشی که نیمی از جمعیت هند بیشترین درآمد خود را از آن کسب می‌کنند.
قوانین بسیار محدودکننده و پیچیدهٔ کار[۳۴][۳۵][۳۶][۳۷][۳۸][۳۹][۴۰]
- تورم بالا[۴۱]
- فقر بالا[۴۱]
- فساد[۴۱]
- نبود اجماع سیاسی[۴۱][۴۲]

### اصلاحات در سطح دولت
با توجه به مطالعه OECD از اقتصاد هند، قوانین آزاد سازی بازار اقتصاد هند، نتایج اقتصادی بهتری را به دنبال داشته‌اند.. این نظرسنجی همچنین به این نتیجه رسیده‌است که به منظور ارتقای هر چه بهتر زیرساخت‌ها، آموزش و پرورش و خدمات اساسی، اقدامات تکمیلی باید انجام گیرد و اشتغال توسعه پیدا کند و فقر کاهش یابد.